# NGC 3564
NGC 3564 é uma galáxia lenticular (S0) localizada na direcção da constelação de Centaurus. Possui uma declinação de -37° 32' 54" e uma ascensão recta de 11 horas, 10 minutos e 36,2 segundos.
A galáxia NGC 3564 foi descoberta em 21 de Abril de 1835 por John Herschel.